# Acidilobales
Acidilobales (лат.) — порядок архей из типа кренархеот (Crenarchaeota).

## Описание
Анаэробные ацидофильные, термофильные и гипертермофильные археи, обнаруженные в кислых горячих источниках Филиппин и Камчатки (Россия). Клетки этих бактерий — правильные или неправильные кокки. Рост стимулирует элементарная сера.

## Классификация
На июнь 2017 года в порядок включают следующие семейства и роды:
- Семейство Acidilobaceae Prokofeva et al. 2009
  - Род Acidilobus Prokofeva et al. 2000 emend. Prokofeva et al. 2009typus (2—3 вида)
- Семейство Caldisphaeraceae Prokofeva et al. 2009
  - Род Caldisphaera Itoh et al. 2003 (1—2 вида)